# James Corden
James Kimberley Corden, OBE (Londres, 22 d'agost de 1978) és un actor, comediant, cantant, guionista, productor i presentador de televisió anglés. Destaca per fer d'amfitrió del programa televisiu estatunidenc The Late Late Show with James Corden, emés per la CBS, succeint a Craig Ferguson després d'una dècada al capdavant. En els seus programes hi han participat artistes com Jennifer Lopez, Selena Gomez, Adele, One Direction, Stevie Wonder, Jason Derulo, Sia, Carly Rae Jepsen, Justin Bieber, Carrie Underwood, Rod Stewart, Little Mix, entre d'altres.

## Filmografia

### Cinema
| Any  | Títol                                                                | Paper                                | Notes                           |
| ---- | -------------------------------------------------------------------- | ------------------------------------ | ------------------------------- |
| 1997 | Twenty Four Seven                                                    | Carl 'Tonka' Marsh                   |                                 |
| 1999 | Whatever Happened to Harold Smith?                                   | Walter                               |                                 |
| 2002 | All or Nothing                                                       | Rory                                 |                                 |
| 2002 | Heartlands                                                           | Shady                                |                                 |
| 2005 | Pierrepoint                                                          | Kirky                                |                                 |
| 2006 | Heroes and Villains                                                  | Sam                                  |                                 |
| 2006 | The History Boys                                                     | Timms                                |                                 |
| 2006 | Starter for 10                                                       | Tone                                 |                                 |
| 2008 | Nova York per a principiants (How to Lose Friends & Alienate People) | Personal d'Anàlisi Post Modern núm.2 |                                 |
| 2009 | Lesbian Vampire Killers                                              | Fletch                               |                                 |
| 2009 | Telstar                                                              | Clem Cattini                         |                                 |
| 2009 | The Boat That Rocked                                                 | Bernard                              | A les escenes descartades només |
| 2009 | Planet 51                                                            | Soldier Vernkot (veu)                |                                 |
| 2010 | Gulliver's Travels                                                   | Jinks                                |                                 |
| 2010 | Animals united                                                       | Billy el Suricata (veu)              | Doblatge anglés                 |
| 2011 | Els tres mosqueters (The Three Musketeers)                           | Planchet                             |                                 |
| 2013 | One Chance                                                           | Paul Potts                           |                                 |
| 2013 | Begin Again                                                          | Steve                                |                                 |
| 2014 | Into the Woods                                                       | The Baker                            |                                 |
| 2015 | Kill Your Friends                                                    | Waters                               |                                 |
| 2015 | The Lady in the Van                                                  | Comerciant al carrer                 |                                 |
| 2016 | Norm of the North                                                    | Laurence (veu)                       | versió del Regne Unit           |
| 2016 | Trolls                                                               | Biggie (veu)                         |                                 |
| 2017 | The Emoji Movie                                                      | Hi-5 (veu)                           |                                 |
| 2018 | Peter Rabbit                                                         | Peter Rabbit (veu)                   |                                 |
| 2018 | Ocean's 8                                                            | John Frazier                         |                                 |
| 2018 | Smallfoot                                                            | Percy (veu)                          |                                 |
| 2019 | Yesterday                                                            | D'ell mateix                         |                                 |
| 2019 | Superintelligence                                                    | Superintelligence (veu)              | Postproducció                   |
| 2019 | Cats                                                                 | Bustopher Jones                      | Postproducció                   |
| 2020 | Trolls World Tour                                                    | Biggie (veu)                         | Postproducció                   |
| 2020 | Peter Rabbit 2                                                       | Peter Rabbit (veu)                   | Postproducció                   |